# Gorna Orjahovica

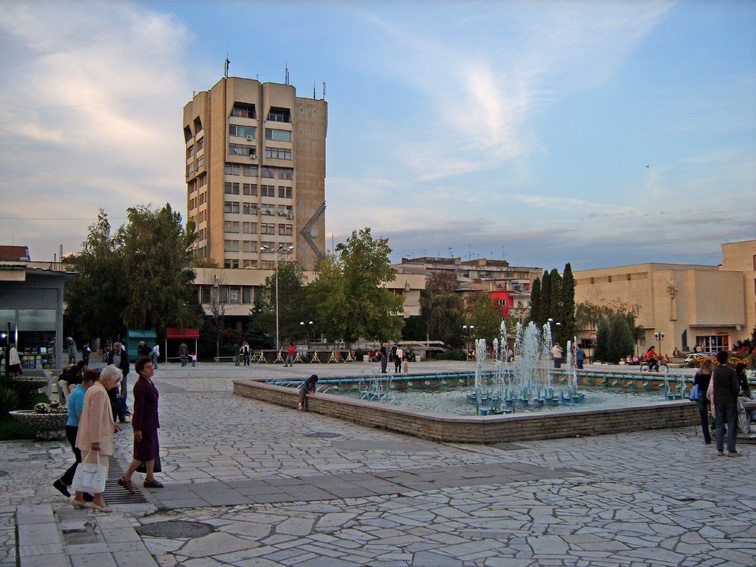
Gorna Orjahovica

Gorna Orjahovica (in bulgaro Горна Оряховица?) è un comune bulgaro situato nella regione di Veliko Tărnovo di 57 531 abitanti (dati 2009). La sede comunale è nella località omonima. Dista 10 km dal capoluogo Veliko Tărnovo.

## Cultura

### Istruzione
Gorna Orjahovica è la città bulgara con il maggior numero di scuole dell'infanzia, primarie e secondarie. Tra le principali scuole di Gorna Orjahovici si ricordano: la Scuola Tecnica "Vasil Levski", la Scuola Elettrotecnica "M.V.Lomonossov", la Scuola Economica "Atanas Burov", la Scuola Ferroviaria "N.Vaptsarov".

### Biblioteche
Centro comunitario Napredak fu fondata nell'ottobre del 1869.

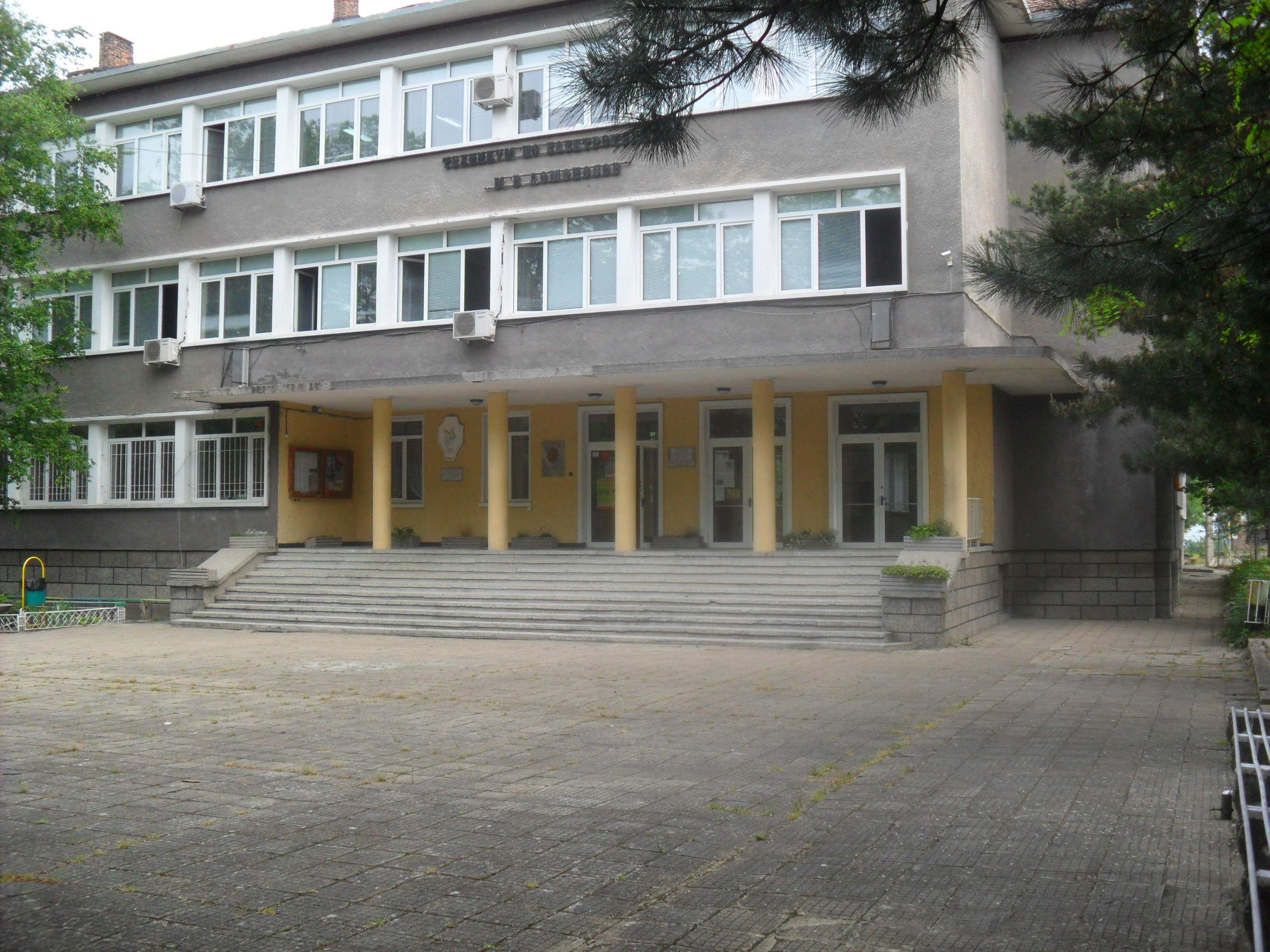
Scuola di elettrotechnica M.V.Lomonossov

## Infrastrutture e trasporti
La città è servita dall'Aeroporto di Gorna Orjahovica, uno dei sei aeroporti internazionali bulgari, aperto al traffico passeggeri e cargo. È anche un importante svincolo ferroviario per le ferrovie della Bulgaria settentrionale, grazie alla sua posizione geografica favorevole. Gorna Orjahovica si trova infatti a:
- 230 km da Sofia
- 220 km da Varna
- 100 km da Ruse
- 7 km da Veliko Tărnovo (via Arbanasi)

## Popolazione
| Gorna Orjahovica | Gorna Orjahovica | Gorna Orjahovica | Gorna Orjahovica | Gorna Orjahovica | Gorna Orjahovica | Gorna Orjahovica | Gorna Orjahovica | Gorna Orjahovica | Gorna Orjahovica | Gorna Orjahovica | Gorna Orjahovica | Gorna Orjahovica | Gorna Orjahovica |
| ---------------- | ---------------- | ---------------- | ---------------- | ---------------- | ---------------- | ---------------- | ---------------- | ---------------- | ---------------- | ---------------- | ---------------- | ---------------- | ---------------- |
| anno             | 1887             | 1910             | 1934             | 1946             | 1956             | 1965             | 1975             | 1985             | 1992             | 2001             | 2005             | 2007             | 2009             |
| popolazione      | 5 689            | 7 117            | 8 793            | 10 488           | 18 863           | 26 299           | 34 181           | 40 704           | 38 914           | 35 621           | 33 804           | 32 945           | 32 436           |
| fonti:           |                  |                  |                  |                  |                  |                  |                  |                  |                  |                  |                  |                  |                  |

## Località
Il comune è formato dall'insieme delle seguenti località:
- Dolna Orjahovica (Долна Оряховица) (sede comunale)
- Draganovo (Драганово)
- Gorski Dolen Trămbeš (Горски Долен Тръмбеш)
- Gorski Goren Trămbeš (Горски Горен Тръмбеш)
- Jantra (Янтра)
- Krušeto (Крушето)
- Paisij (Паисий)
- Părvomajci (Първомайци)
- Pisarevo (Писарево)
- Polikrajšte (Поликрайще)
- Pravda (Правда)
- Strelec (Стрелец)
- Vărbica (Върбица)

## Galleria d'immagini

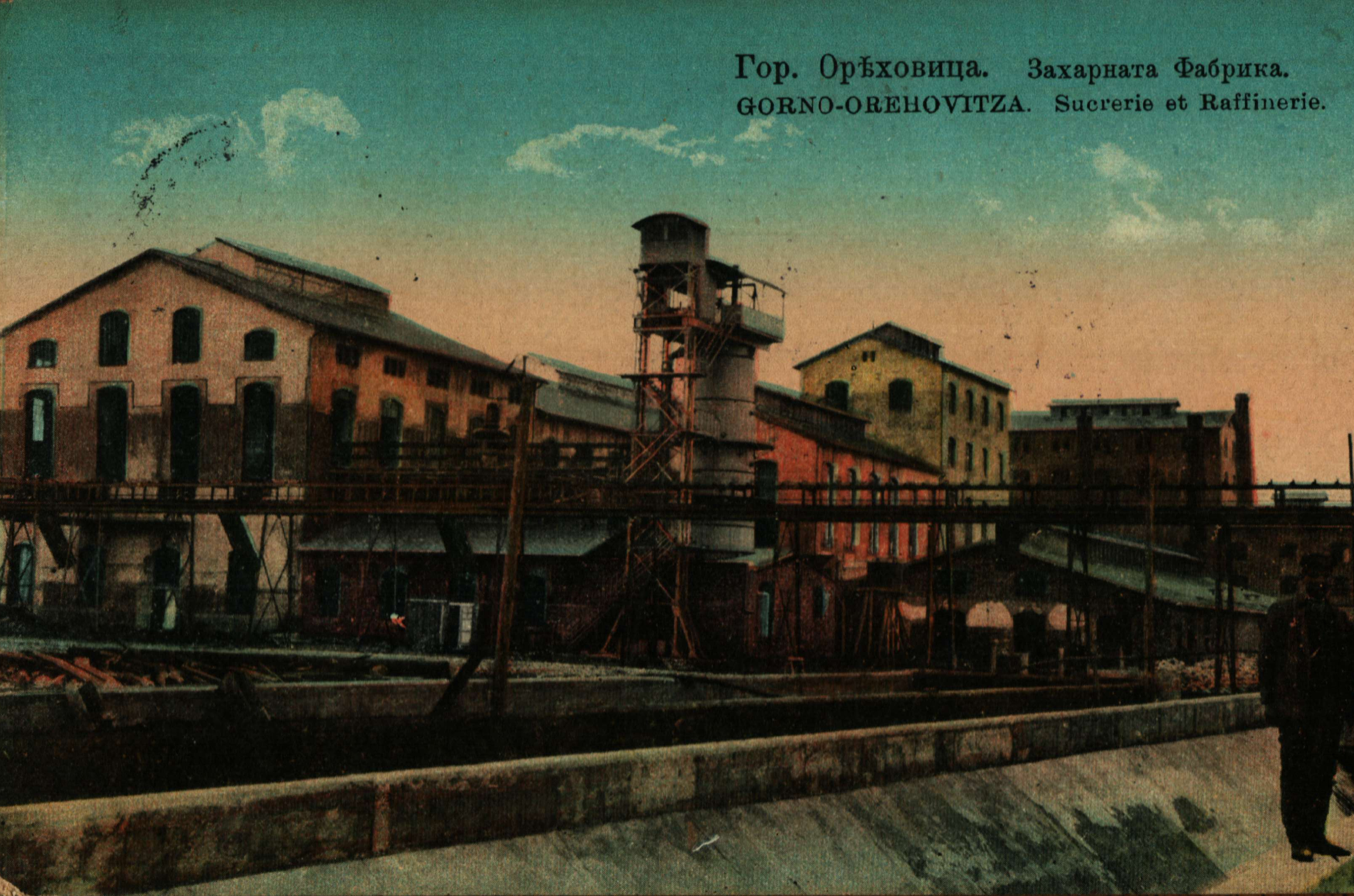
Una fabbrica di zucchero costruita nel 1912
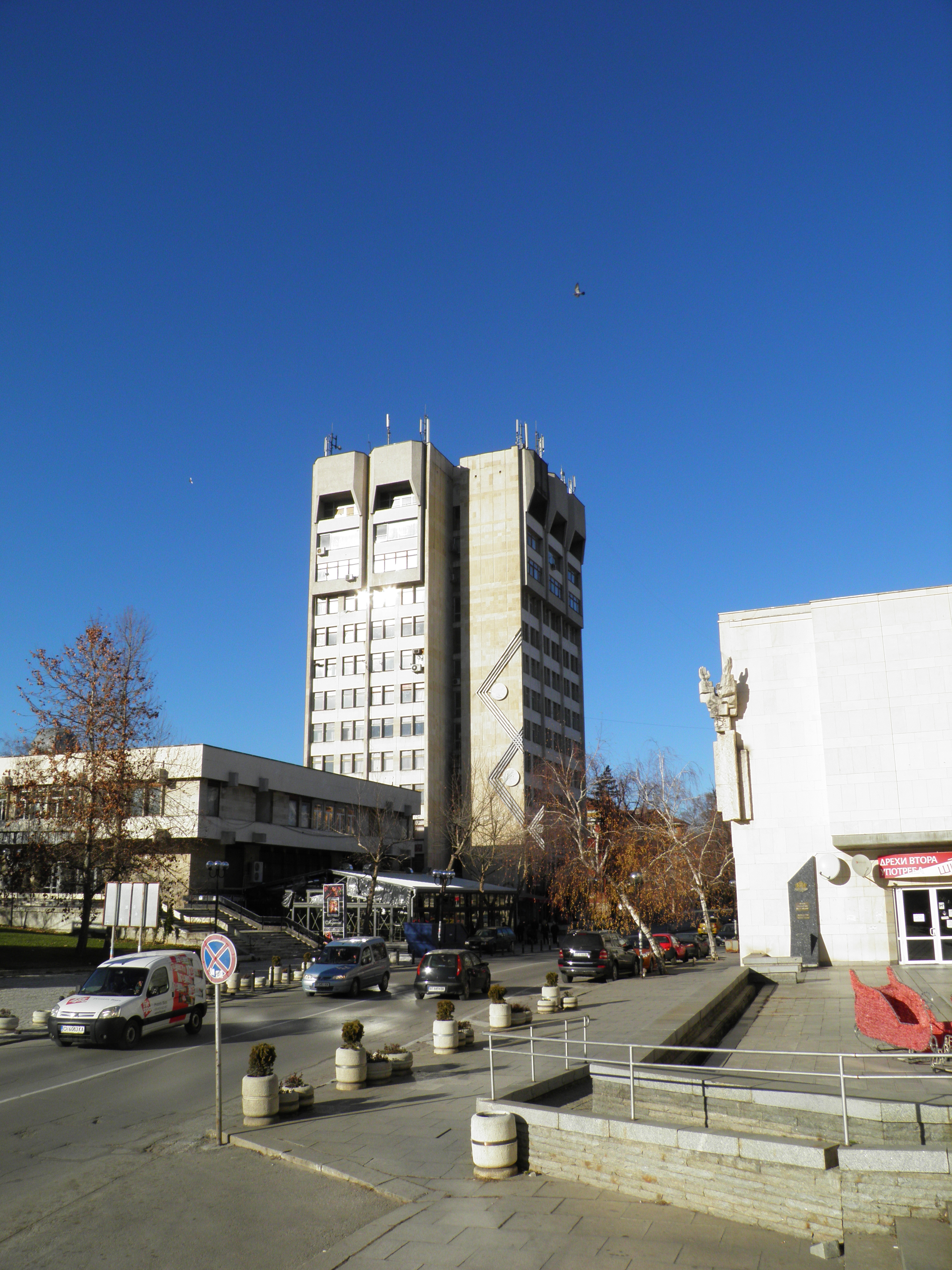
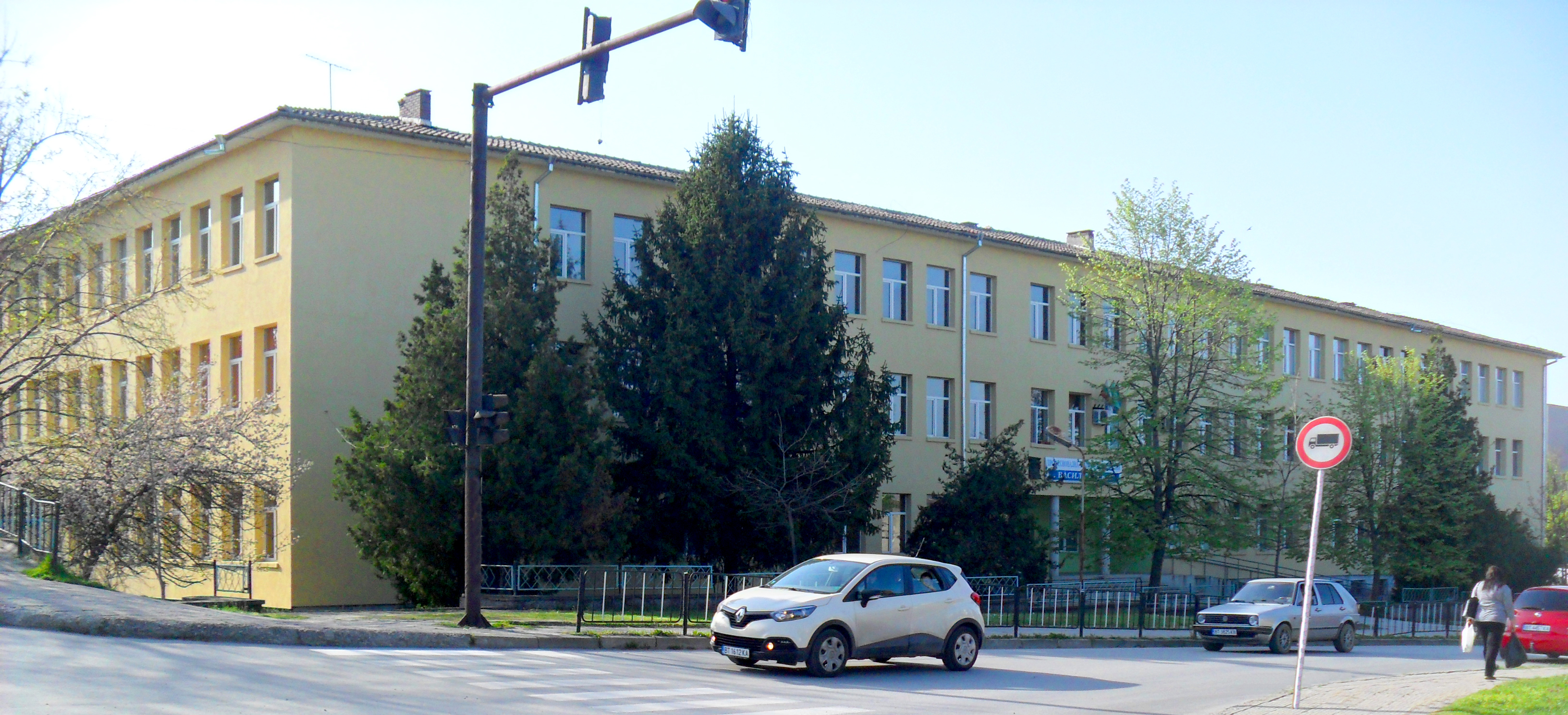
Scuola techina Vasil Levski
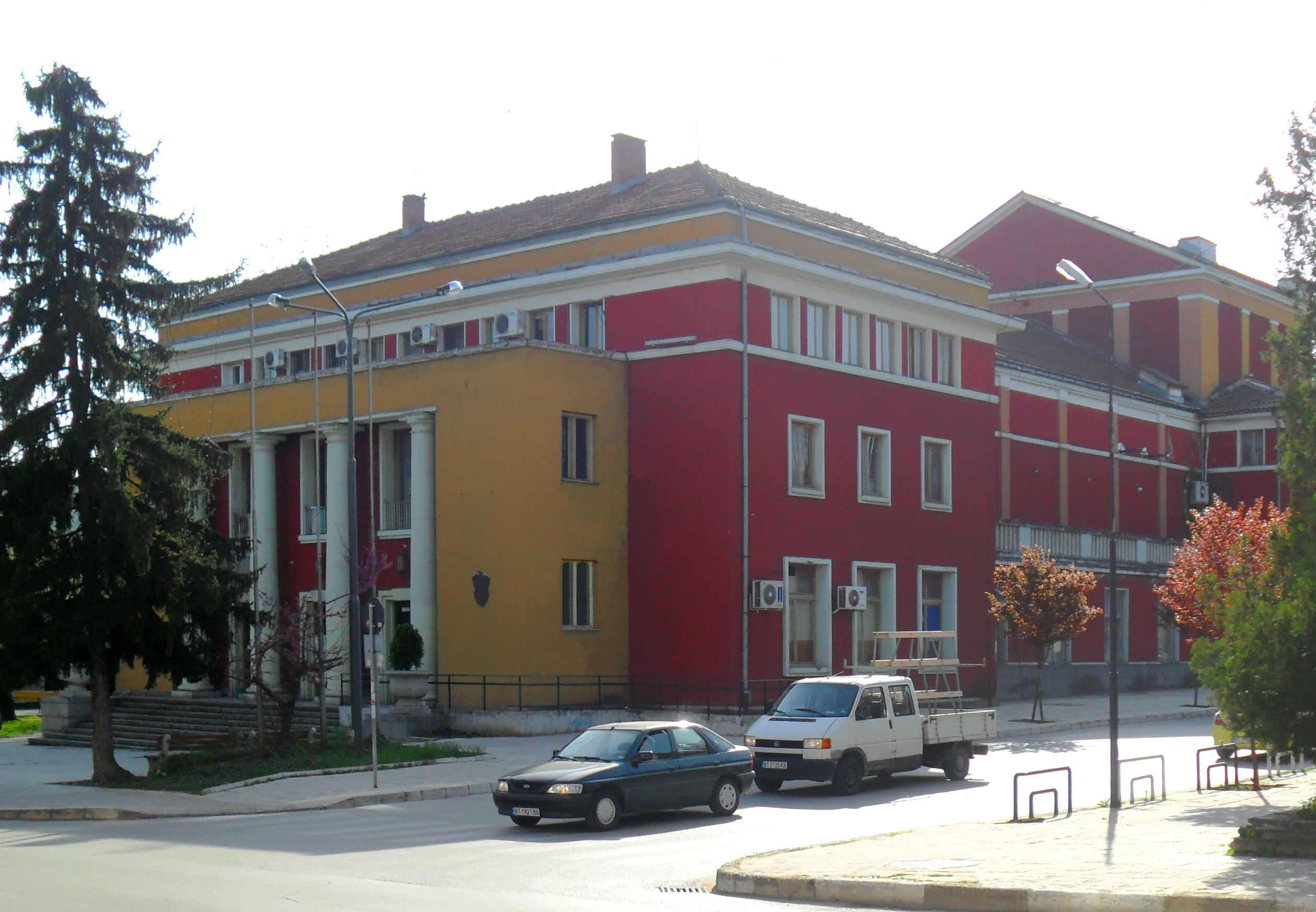
centro comunitario Nadezhda 1869